# Mons Aurea
Mons Aurea of volledig R.K. Huishoud- en Industrieschool Mons Aurea, was een school voor middelbaar beroepsonderwijs en voormalige huishoudschool aan de Garenkokerskade te Haarlem. De naam Mons Aurea is Latijn voor 'gouden berg'.

## Geschiedenis
Er ontstond door invoering van leerplicht in het begin van de twintigste eeuw veel vraag naar onderwijs voor Haarlemse meisjes. Een katholieke meisjesschool werd daarom in 1914 geopend aan de Kleine Houtweg. Een katholieke huishoudschool startte in hetzelfde gebouw maar verhuisde later naar de Gedempte Voldersgracht. In 1960 kwam ter vervanging daarvan het gebouw van Mons Aurea-school aan de Garenkokerskade gereed. Het is ontworpen door architect Jan van der Laan en partners.
Het schoolgebouw kwam in 2004 in gebruik bij het ROC Nova College. Het huisvestte tien jaar lang onder andere opleidingen voor kappers, uiterlijke verzorging en dans en theater.
In 2014 heeft een projectontwikkelaar het Mons Aurea-pand aangekocht. Er is een plan opgesteld om het te verbouwen tot appartementencomplex. In augustus 2016 is gestart met deze verbouwing, die naar verwachting een jaar zal duren.

## Architectuur
Het bouwwerk is een voorbeeld van de Bossche School, een architectuurstroming uit de wederopbouwperiode. Deze stroming kenmerkt zich door rechte lijnen, platte daken en blokvormen. Een eigenschap van het ontwerp is een terugkerende verhoudingsmaat die gelijk is aan het zogenaamde plastisch getal van 1:1,3.
Het ontwerp en de elementen van de Bossche School waren voor het ministerie van OCW aanleiding het gebouw in het kader van het Beschermingsprogramma Wederopbouw 1959-1965 in 2015 in het register van beschermde rijksmonumenten op te nemen.

### Galerij

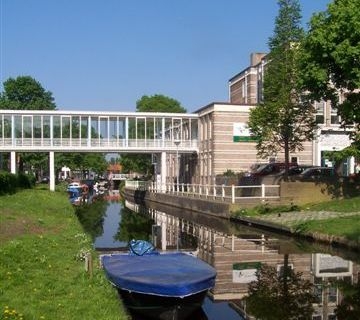
Luchtbrug over de Garenkokerskade
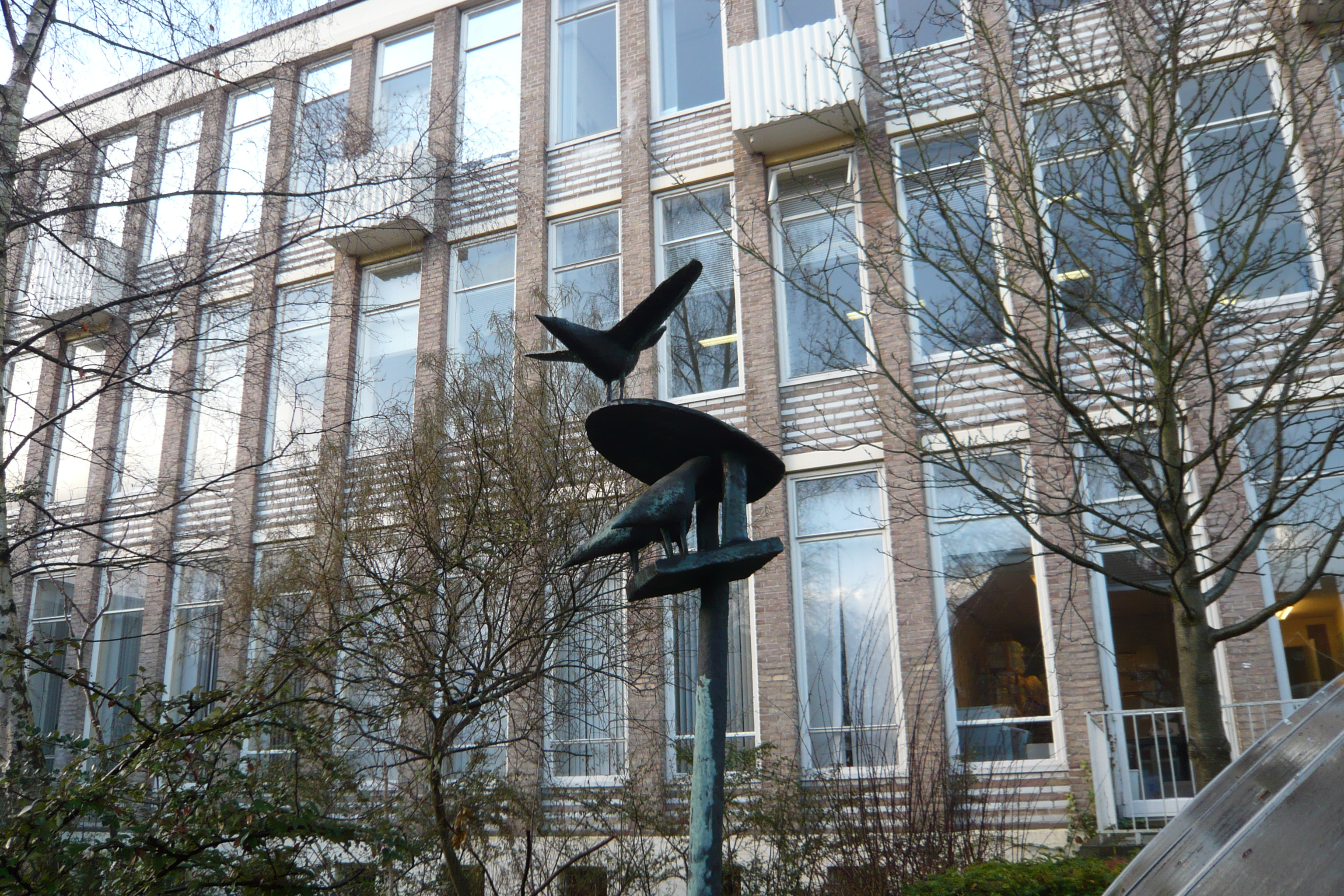
Aanzicht oostelijke gevel
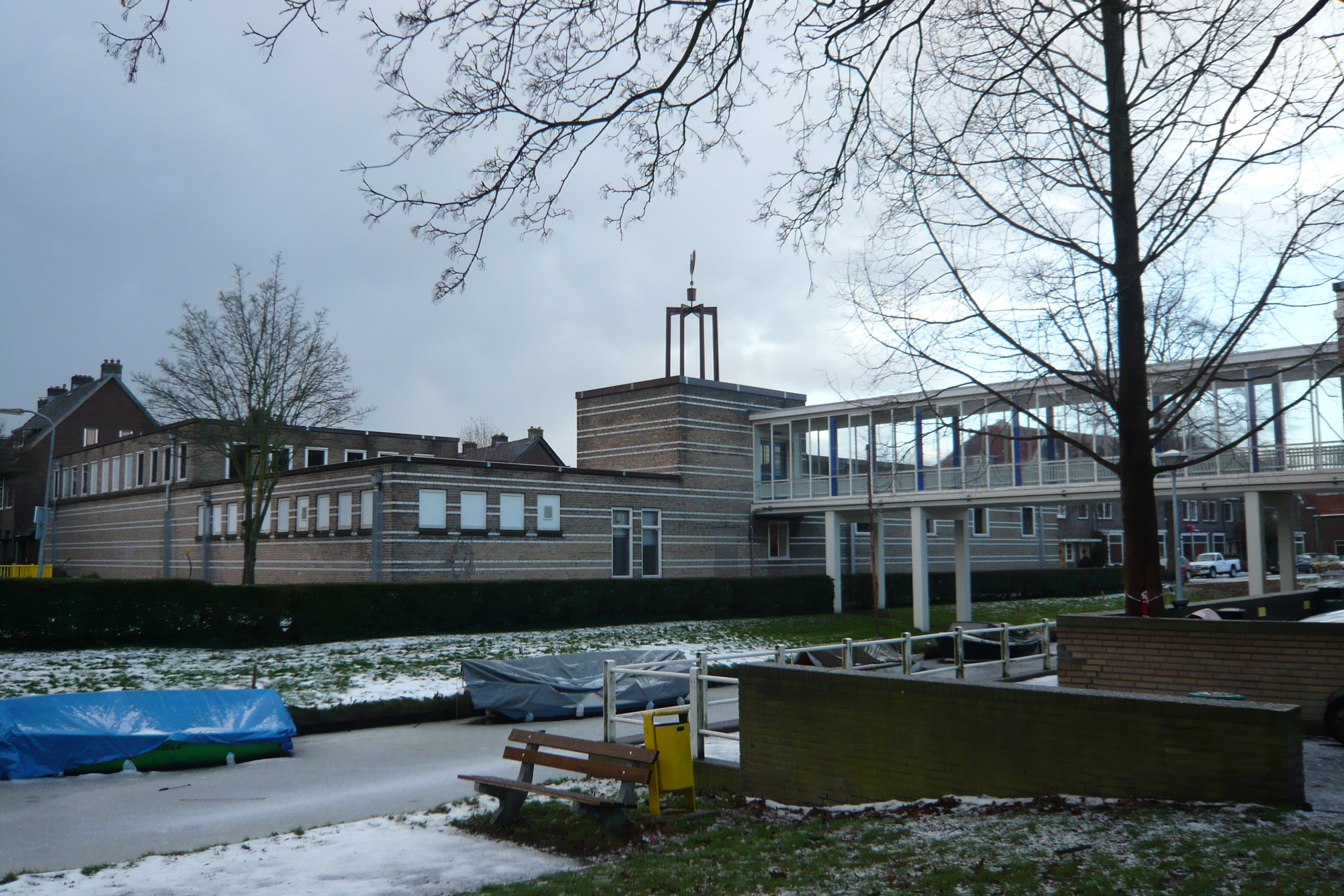
Zicht naar het zuidelijke gebouw
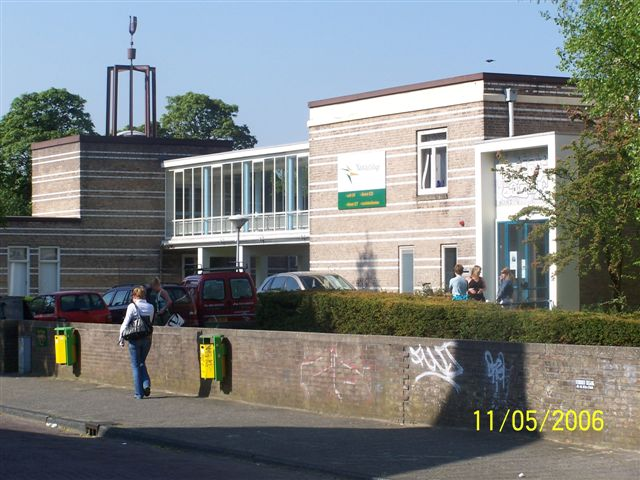
Hoofdingang met beide gebouwen
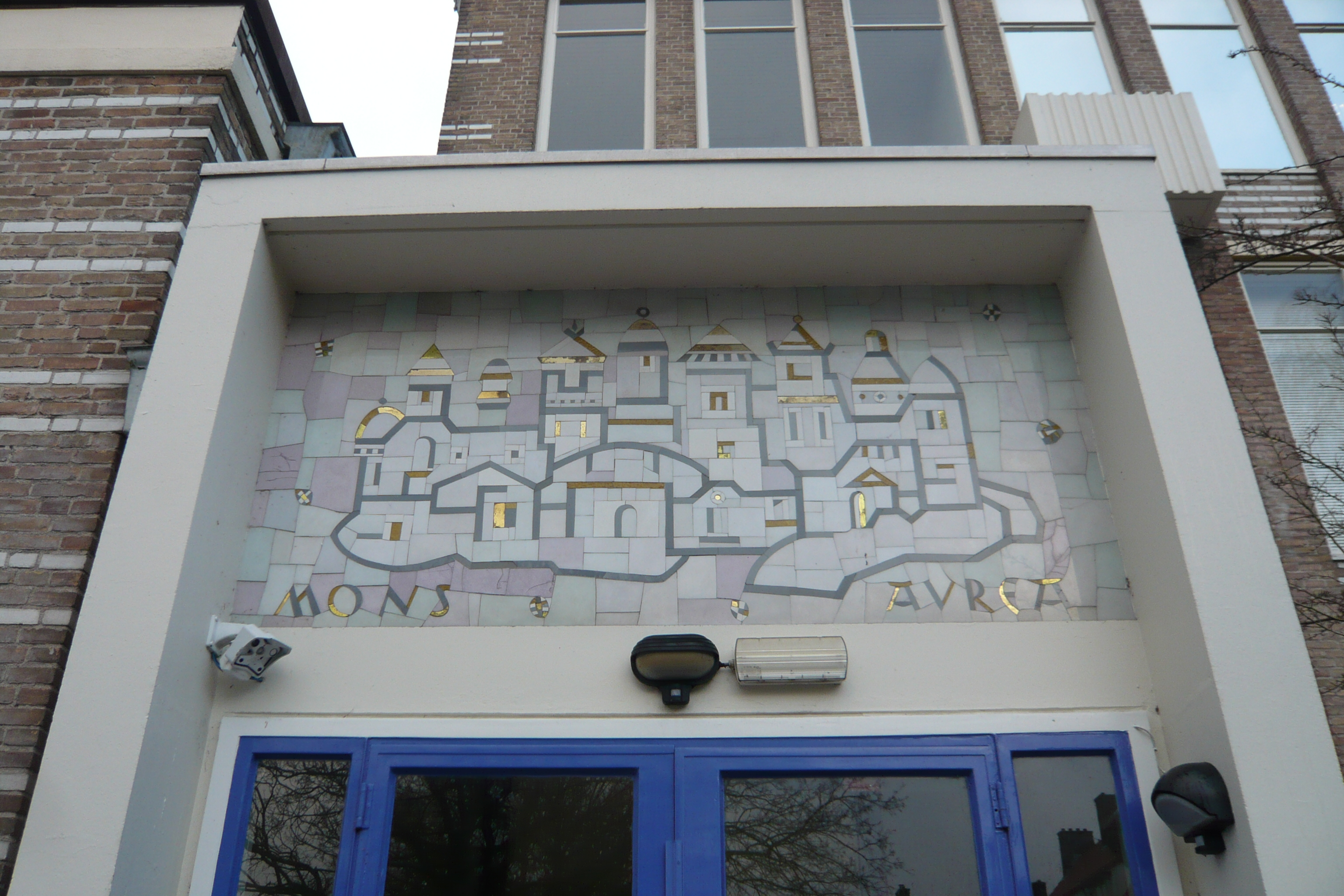
Mozaïek boven de ingang

## Museumtentoonstelling
In 2010 was de school een van de onderwerpen op de tentoonstelling Leren voor het Leven van het Historisch Museum Haarlem. De expositie besteedde aandacht aan diverse scholen voor beroepsonderwijs in Haarlem en omgeving.